# Dalmatica

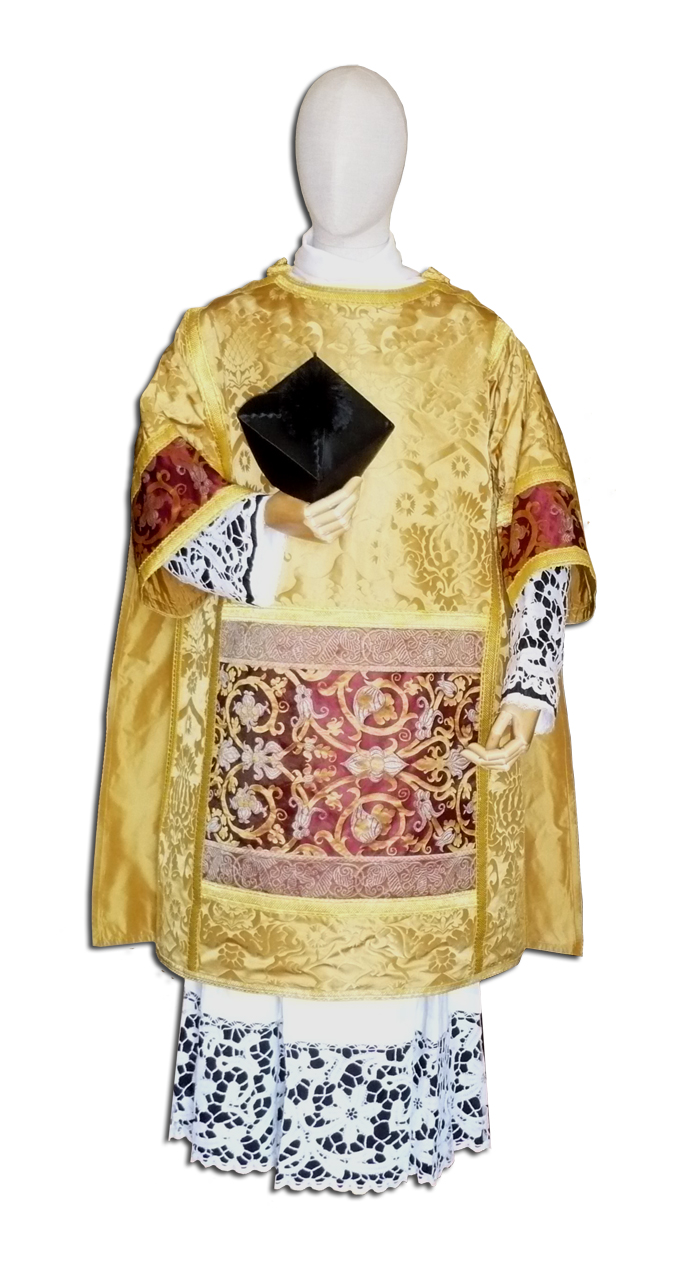
Dalmatica

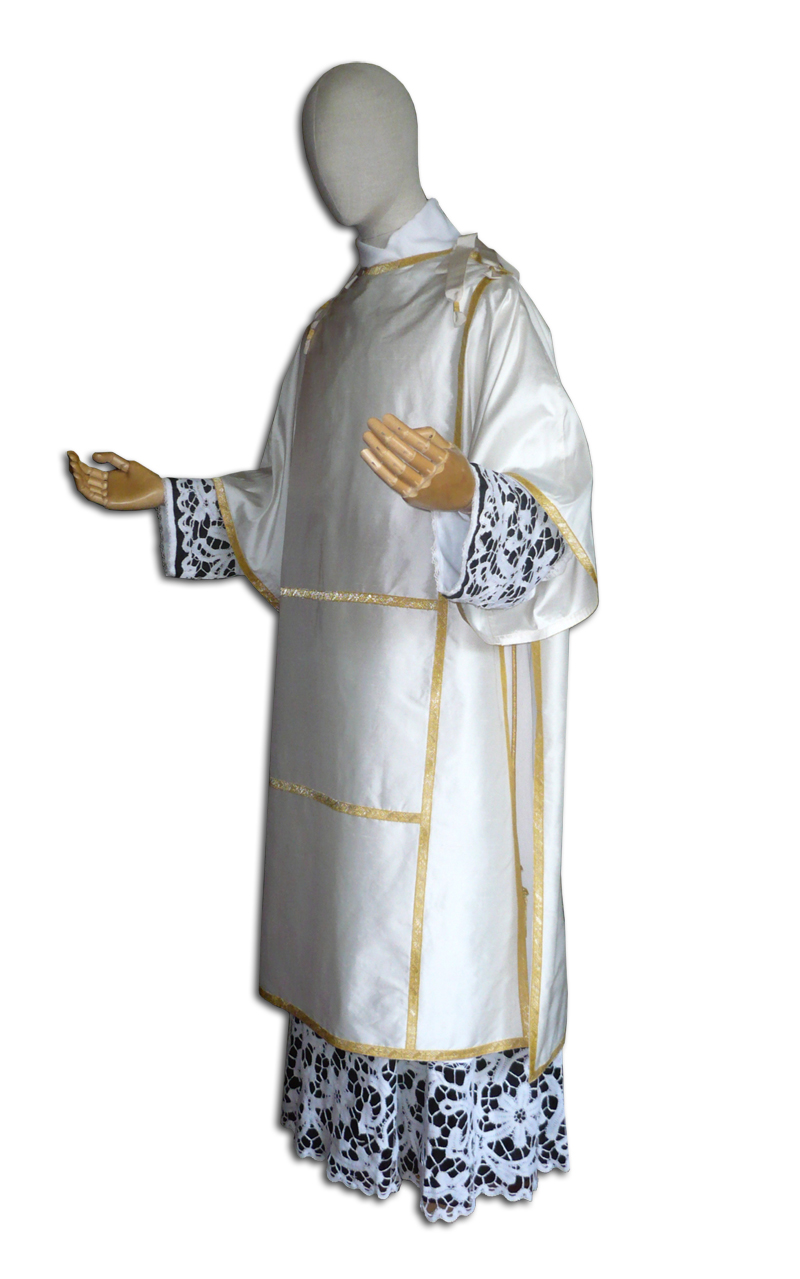
Dalmatica pontificale da utilizzarsi sotto la casula o la pianeta (solo i vescovi)

La dalmatica era una veste utilizzata in epoca romana e poi rimasta in uso come paramento liturgico proprio dei diaconi, consistente in una lunga tunica, provvista di ampie maniche, che arriva all'altezza delle ginocchia.

## Storia
Al tempo dei romani era ricamata in oro, tessuta anche in filigrana d'oro, con smalto e perle, e ancora oggi viene prodotta con questi materiali. La dalmatica era una veste degli imperatori romani d'Oriente e fu adottata anche dall'imperatore Paolo I di Russia come veste da indossare durante l'incoronazione.
Nella Storia della Chiesa è uno dei più antichi paramenti sacri e risale al III secolo.
Nelle chiese di rito bizantino e di altri riti orientali (siano esse ortodosse o cattoliche orientali) esiste un paramento molto simile alla dalmatica: il sakkos, indossato tuttavia dai vescovi; lo sticario indossato da diaconi, suddiaconi e ministranti, invece, pur ricordando esteriormente una dalmatica, coincide con il camice dei riti latini. Le icone bizantine rappresentano Gesù Cristo che indossa un sakkos, abito proprio dell'imperatore e dei vescovi.
Anche i crociati utilizzavano la dalmatica come veste da "battaglia" sopra l'armatura, con la forma di uno scapolare con un'apertura per la testa e due ali ricadenti sulle braccia.

## Usi liturgici
È l'abito proprio dei diaconi, i quali la indossano nelle celebrazioni liturgiche della Chiesa cattolica, della Chiesa anglicana e della Chiesa vetero-cattolica. Così come la casula per i presbiteri e i vescovi, essa è la veste più esterna.
La dalmatica può essere indossata anche dal vescovo, sotto la casula o la pianeta, durante le messe pontificali o comunque di maggiore importanza; in questo modo si indica che il vescovo è detentore della pienezza dell'Ordine sacro.
La tunicella, anticamente riservata al suddiacono, è oggi anche utilizzata in funzione di dalmatica, date le loro caratteristiche simili. La tunicella, infatti, era di dimensioni minori rispetto alla dalmatica ed era provvista di maniche più strette.

Diagramma che mostra esempi di alcune dalmatiche colorate secondo i vari colori liturgici

Può essere di diversi colori liturgici, a seconda del periodo in cui viene indossata.
Nel rito ambrosiano sopra la dalmatica viene invece portata la stola.
Fino a papa Giovanni XXIII la dalmatica fece inoltre parte dei paramenti sacri dei quali doveva essere rivestita la salma del papa per essere esposta all'ultimo saluto dei fedeli, in quello che un tempo era noto come "bacio del piede". A partire da papa Paolo VI, che semplificò le esequie pontificie, la dalmatica non è stata più impiegata; venne ripristinata, però, per la salma di papa Benedetto XVI.